# Mästerman
Mästerman (en suec L'amo) és una pel·lícula muda dramàtica sueca de 1920 dirigida per Victor Sjöström.

## Sinopsi
Samuel Eneman, un home solitari i ric d'un poble suec, evita que dos homes violin una noia del poble. Més tard ella li demana que li presti diners, que pagarà treballant a casa seva com a serventa.

## Repartiment
- Victor Sjöström - Sammel Eneman
- Concordia Selander - Mutter Boman
- Greta Almroth - Tora
- Harald Schwenzen - Knut
- Tor Weijden - Mariner
- Torsten Hillberg - Mariner
- Olof Ås - Mariner
- Simon Lindstrand - Taverner
- William Larsson - Amo del vaixell
- Emmy Albiin - Pobra dona

## Producció
La pel·lícula es va estrenar l'11 d'octubre de 1920. El rodatge de la pel·lícula es va dur a terme a Filmstaden Råsunda amb exteriors d'Öregrund, Vallentuna i Gävle per Julius Jaenzon. La pel·lícula va comptar amb textos manuscrits i vinyetes de dibuixos animats, interpretats per l'artista Arthur Sjögren.